# Бедлијев модел радне меморије
Бедлијев модел радне меморије је модел људског памћења који су предложили Алан Бедли и Грејем Хич 1974. године, у покушају да представе прецизнији модел примарне меморије (која се често назива краткотрајна меморија). Радна меморија дели примарну меморију на више компоненти, уместо да је сматра јединственом, уједињеном конструкцијом.
Бедли и Хич су предложили свој троделни модел радне меморије као алтернативу модела о краткорочном складиштењу Аткинсона и Шифрина (1968). Бедли и други сарадници су касније проширили овај модел како би додали четврту компоненту и овај модел постао је доминантан поглед у области радне меморије. Међутим, и даље се развијају алтернативни модели који пружају другачију перспективу на систем радне меморије.
Оригинални модел Бедлија и Хича био је састављен од три главне компоненте: централни извршилац (која делује као надзорни систем и контролише проток информација од и до својих подређених система), фонолошке петље и визуелно-спацијалне матрице. Фонолошка петља складишти вербални садржај, док визуелно-спацијална матрица служи за визуелно-просторне податке. Оба подређена система функционишу само као центри за краткорочно складиштење.
Аргумент Бедлија и Хича за разликовање два подређена система специфична за домен у старијем моделу изведен је из експерименталних налаза са парадигмама двоструког задатка. Извођење два симултана задатка који захтевају употребу два одвојена перцептивна домена (тј. визуелни и вербални задатак) је скоро једнако ефикасно као и извођење задатака појединачно. Насупрот томе, када особа покушава да изврши два задатка истовремено који користе исти перцептивни домен, учинак је мање ефикасан него када се задатак обавља појединачно.
Четврта компонента Бедлијевог модела додата је 25 година касније. Систем је означен као епизодички бафер. Сматра се системом ограниченог капацитета који обезбеђује привремено складиштење информација спајањем информација из помоћних система и дугорочне меморије у једну епизодну репрезентацију.

## Критика модела Аткинсона и Шифрина

### Неуропсихолошки налази
Модел Аткинсона и Шифрина (1968) је когнитивни модел који је обухватио дотадашња сазнања о когнитивним процесима. Модел се састоји од три велика домена меморије: чулне, краткотрајне (оперативне) и дуготрајне меморије. Почетком седамдесетих година прошлог века, домен краткотрајне меморије почео је да трпи критике. Многи нови налази указивали су да је број могућих функција овог домена далеко већи него што се првобитно сматрало. Такође, многе клиничке студије које су се бавиле оштећењима мозга су указале да чак и озбиљна оштећења функције оперативне меморије не морају бити нужно праћена слабим резултатима приликом испитивања других когнитивних процеса (разумевање, учење, памћење). Шалис и Ворингтон су 1969. објавили клиничку студију случаја пацијента К. Ф. који је преживео саобраћајну несрећу са мотором.
К. Ф. је током несреће доживео фрактуру паријетално-окципиталног режња мозга. Његова дуготрајна меморија чинила се функционалном, док је са краткотрајном имао проблема (није могао да истовремено манипулише са два или више елемента, показао изразито лоше резултате у задатку Петерсонових...). Шалис и Ворингтон су добили налазе у прилог двострукој дисоцијацији, што значи да су различите врсте вербалних информација складиштене и обрађене независно једна од друге. К. Ф. није показао дефиците у присећању семантичких информација (памћење засновано на значењу), али је имао потешкоћа са акустичним информацијама (памћење засновано на звуку). Ови налази су подржали идеју о одвојеним меморијским складиштима за ове две врсте информација. Према моделу Аткинсона и Шифрина, сужен аудитивни распон памћења требало би да буде показатељ да је капацитет краткотрајног складишта код К. Ф. веома смањен, а ако је овај домен оштећен, К. Ф. би требало да има проблем и са учењем на дужи рок, што није био случај.

### Однос краткотрајног складишта и учења за дужи рок
Претпоставка модела Аткинсона и Шифрина о учењу је да ће вероватноћа да ли ће нека одређена ставка успети да из краткотрајне пређе у дуготрајну меморију зависи од времена које она проведе у краткотрајном складишту. Многобројна истраживања касније су указала да није увек случај да се материјал који се дуже задржи у краткотрајној меморији лакше пређе у дуготрајну меморију.  Талвинг је од испитаника тражио да неколико пута прочитају једну листу речи, које би онда биле укључене у ширу листу речи, коју испитаници морају да науче. Резултати ове студије су показали да само понављање речи није побољшало касније учење, иако је претпоставка модела Актинсона и Шифрина у складу са тим да су ове речи већ виђене, боравиле у краткотрајној меморији и тиме доступније за присећање. Учење речи у другом случају, када испитаници активно уче речи је успешније јер је вероватно јачало везе између речи које треба научити. Проблем за модел Аткинсона и Шифрина јесу и друге студије које су показале да људи не памте информацију у поновљеним сусретима са њом.

### Кодовање
Након многих истраживања, постајало је јасније да проста веза краткотрајног складишта и фонолошког кодовања са једне, дуготрајног складишња и семантичког кодовања са друге стране мора бити да је претерано поједностављена. Њихове интеракције су прилично сложеније од онога што се испрво претпостављало у модалном моделу.

## Компоненте модела

### Централни извршилац
Централни извршилац је флексибилан систем одговоран за контролу и регулацију когнитивних процеса. Усмерава фокус и циља информације, чинећи да радна и дуготрајна меморија раде заједно. Може се сматрати надзорним системом који контролише когнитивне процесе, осигуравајући да краткотрајно складиште активно ради, и интервенише када залутају и спречава ометања.
Има следеће функције:
- ажурирање и кодирање долазних информација и замена старих информација
- повезивање информација из више извора у кохерентне епизоде
- координација робовласничког система
- пребацивање између задатака или стратегија проналажења
- инхибиција, потискивање доминантних или аутоматских одговора[11]
- селективна пажња

Централни извршилац има два главна система: визуелно-спацијалну матрицу, за визуелне информације, и фонолошку петљу, за вербалне информације.
Користећи парадигму двоструког задатка, Бедли и Ерсес су открили, на пример, да су пацијенти са Алцхајмеровом деменцијом оштећени када обављају више задатака истовремено, чак и када је тежина појединачних задатака прилагођена њиховим способностима. Два задатка укључују задатке памћења и задатак праћења. Појединачне радње су добро завршене, али како Алцхајмерова болест постаје све израженија код пацијента, извођење две или више радњи постаје све теже. Ово истраживање је показало погоршање централног извршиоца код особа са Алцхајмером.
Недавна истраживања извршних функција сугеришу да централни извршилац није тако централан као што је замишљено у моделу Бедлија и Хича. Уместо тога, изгледа да постоје одвојене извршне функције које могу да варирају у великој мери независно међу појединцима и могу бити селективно оштећене или поштеђене оштећењем мозга.

### Фонолошка петља
Фонолошка петља (или артикулациона петља) у целини се бави звучним или фонолошким информацијама. Састоји се из два дела: краткорочног фонолошког складишта са траговима слушне меморије који су подложни брзом пропадању и компоненте за артикулациони контролни процес (која се понекад назива и артикулациона петља) која може да оживи трагове памћења.
Претпоставља се да све слушне вербалне информације аутоматски улазе у фонолошко складиште. Визуелно представљени језик може се тихом артикулацијом трансформисати у фонолошки код и на тај начин бити кодиран у фонолошко складиште. Ова трансформација је олакшана процесом артикулационе контроле. Фонолошка складишта делује као „унутрашње ухо”, памтећи звукове говора у њиховом временском редоследу, док артикулациони процес делује као „унутрашњи глас” и понавља низ речи (или других говорних елемената) у петљи како би спречио њихово распадање. Фонолошка петља може играти кључну улогу у стицању речника, посебно у раном детињству. Такође може бити од виталног значаја за учење другог језика.
Пет главних налаза пружају доказе о фонолошкој петљи:
1. Ефекат фонолошке сличности: Листе речи које звуче слично је теже запамтити него речи које звуче другачије. Семантичка сличност (сличност значења) има релативно мали ефекат, подржавајући претпоставку да су вербалне информације углавном фонолошки кодиране у радној меморији.[16]
2. Ефекат артикулационе супресије: Памћење вербалног материјала је оштећено када се од људи тражи да кажу нешто небитно наглас. Претпоставља се да ово блокира процес артикулационих проба, што доводи до распадања трагова меморије у фонолошкој петљи.[17]
3. Пренос информација између кодова: Са визуелно представљеним предметима, одрасли их обично именују и субвокално увежбавају, па се информација преноси са визуелног на слушно кодирање. Артикулационо потискивање онемогућава овај трансфер, иу том случају се брише поменути ефекат фонолошке сличности за визуелно представљене предмете.[18]
4. Неуропсихолошки докази: Неисправно фонолошко складиште објашњава понашање пацијената са специфичним дефицитом у фонолошком краткорочном памћењу. Афазични пацијенти са развојном вербалном диспраксијом нису у стању да успоставе говорне моторичке кодове неопходне за артикулацију, што је узроковано недостатком процеса артикулационог увежбавања.[19]
5. С друге стране, пацијенти са дизартријом, чији су говорни проблеми секундарни, показују нормалан капацитет за пробу. Ово сугерише да је субвокална проба кључна.[20]

### Визуелно-спацијална матрица
Теорија радне меморије има још један аспект на који се меморија може краткотрајно ускладиштити. Визуелно-спацијална матрица је домен који садржи визуелне информације за манипулацију. Сматра се да је сопствено складиште радне меморије јер не омета краткорочне процесе фонолошке петље. У истраживању је откривено да може да ради истовремено са фонолошком петљом за обраду и слушних и визуелних стимуланса, а да ниједан од процеса не утиче на ефикасност другог. Бедли је поново дефинисао теорију краткорочног памћења као радне меморије да би објаснио овај феномен. У оригиналној теорији краткорочног памћења, подразумева се да особа има само једно складиште за непосредну обраду информација које може да садржи само укупно 7 ставки плус или минус две ставке које треба да се похрани у веома кратком временском периоду, понекад питање секунди. Тест распона цифара је савршен пример мерења за класично дефинисану краткорочну меморију. У суштини, ако неко није у стању да кодира 7 плус или минус две ставке у року од неколико минута проналажењем постојеће асоцијације за информацију која ће се пренети у дугорочну меморију, тада се информација губи и никада се не кодира.

## Неуроанатомија
Постоји много доказа за кратак меморијски бафер, за разлику од дугорочног складиштења. Чини се да је фонолошка петља повезана са активацијом у левој хемисфери, тачније у темпоралном режњу. Визуелно-спацијална матрица активира различите области у зависности од тежине задатка; чини се да се мање интензивни задаци активирају у потиљачном режњу, док се сложенији задаци појављују у паријеталном режњу. Централни извршиоц је још увек мистерија, иако се чини да се мање-више налази у предњим режњевима мозга. Чини се да је епизодични бафер у обе хемисфере (билатерални) са активацијама у фронталном и темпоралном режњу, па чак и у левом делу хипокампуса. У смислу генетике, ген ROBO1 је повезан са интегритетом или дужином фонолошког бафера.

## Ваљаност модела
Снага Бедлијевог модела је његова способност да интегрише велики број налаза из рада на краткорочној и радној меморији. Поред тога, механизми система, посебно фонолошка петља, инспирисали су многа истраживања у експерименталној психологији, неуропсихологији и когнитивној неуронауци.
Међутим, изнете су критике, на пример у вези са компонентом фонолошке петље, јер неки детаљи налаза нису лако објашњени оригиналним Бедли и Хич моделом, укључујући контроверзу у вези са правилом 7±2.
Епизодни бафер се сматра корисним додатком моделу радне меморије, али није детаљно истражен и његове функције остају нејасне.